# Brenzikofen
Brenzikofen är en ort och kommun i distriktet Bern-Mittelland i kantonen Bern, Schweiz. Kommunen har 513 invånare (2023).